# Sint-Laurentiuskerk (Sint-Laureins)

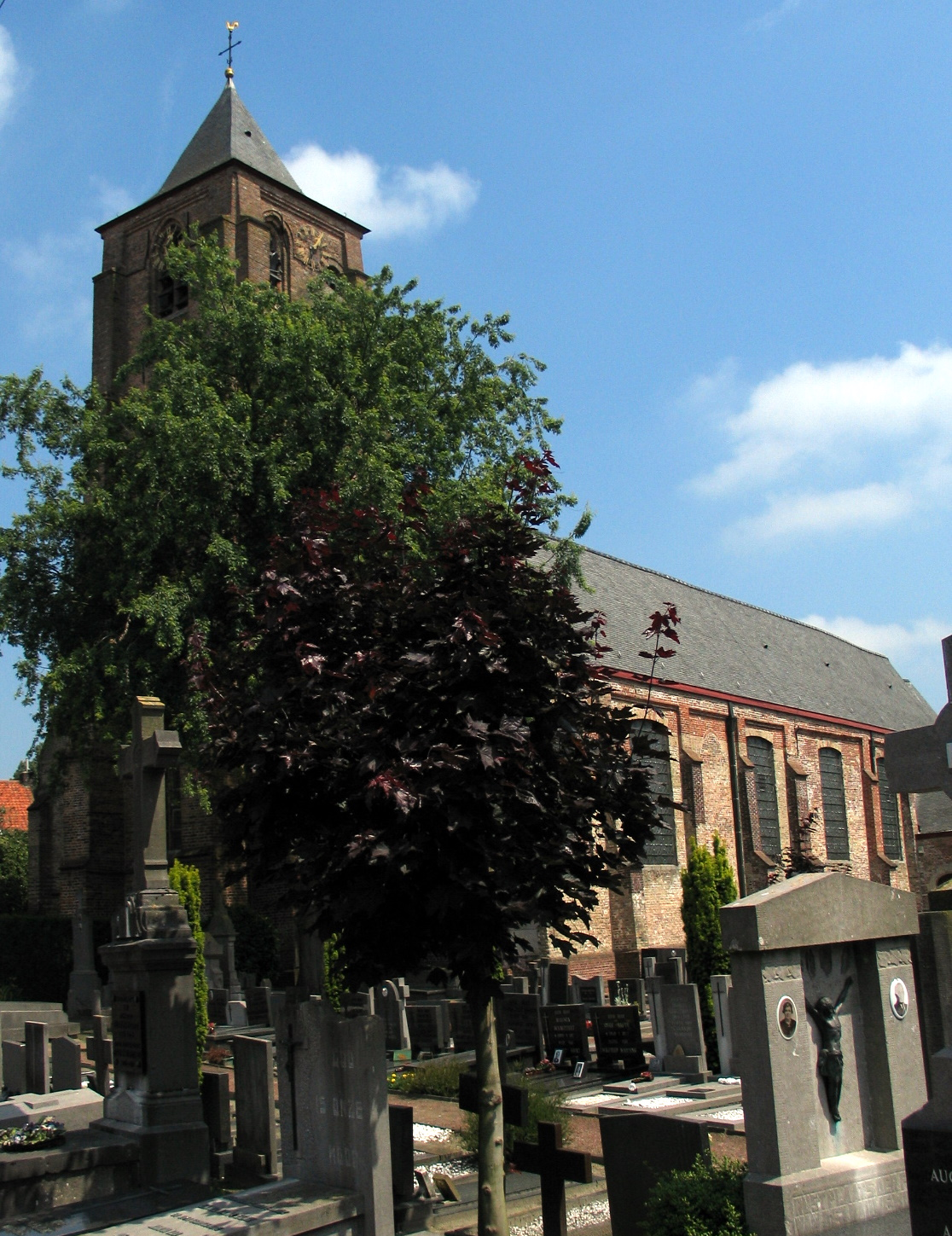
De Sint-Laurentiuskerk

De Sint-Laurentiuskerk in Sint-Laureins is een kerk, toegewijd aan de heilige Laurentius en de heilige Blasius.

## Geschiedenis
De bisschop van Doornik liet een kerk bouwen voor de landbouwers die zich in de streek hadden gevestigd. De parochie werd voor het eerst in 1307 vermeld.
De voet van de toren en delen van de middenbeuk zijn hoogstwaarschijnlijk uit het midden van de 14e eeuw. De datum 1555 in de buitenmuur verwijst naar de vernieuwing en uitbreiding naar het noorden. De kerk vertoont kenmerken van zowel vroeggotiek en gotiek, renaissance, barok en rococo.

## Bezienswaardigheden
- Het hoofdaltaar, toegewijd aan de heilige Anna
- Koorgestoelte uit de 17e eeuw
- Een schilderij uit de 17e eeuw van Jacob van Oost de Oude achter het tabernakel dat de kroning van Maria voorstelt. Het schilderij is afkomstig van de kloosterkapel uit Vrasene

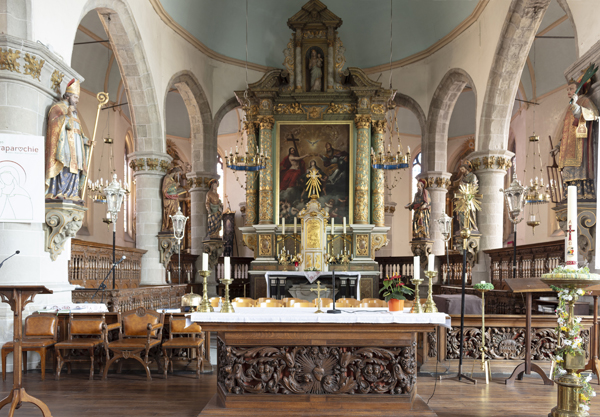
Interieur met hoofdaltaar
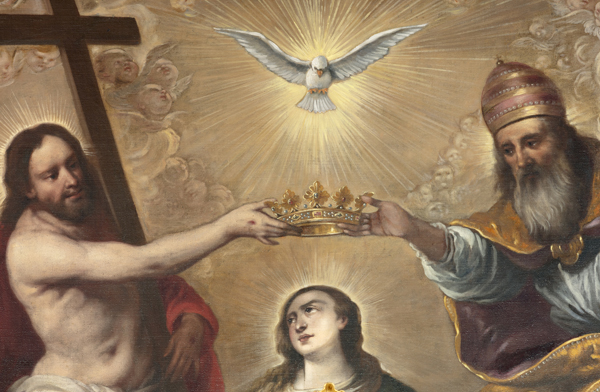
Schilderij van de kroning van Maria
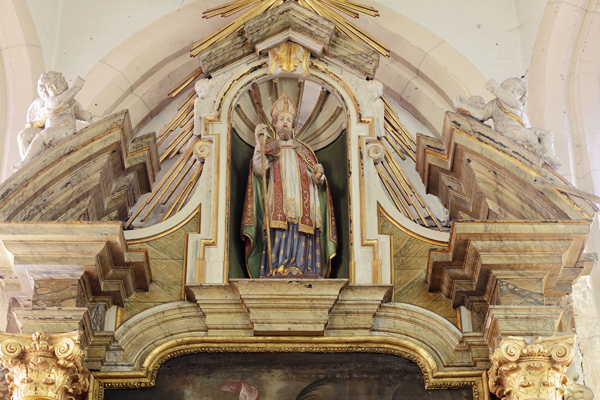
Altaar van de H. Laurentius
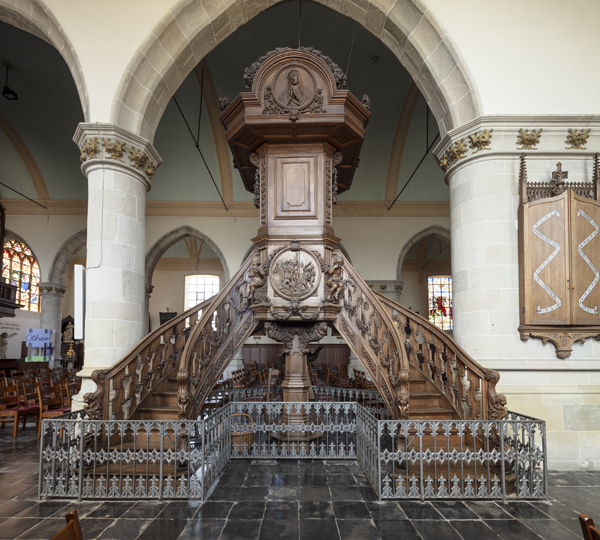
Preekstoel door Hendrik Peeters-Divoort
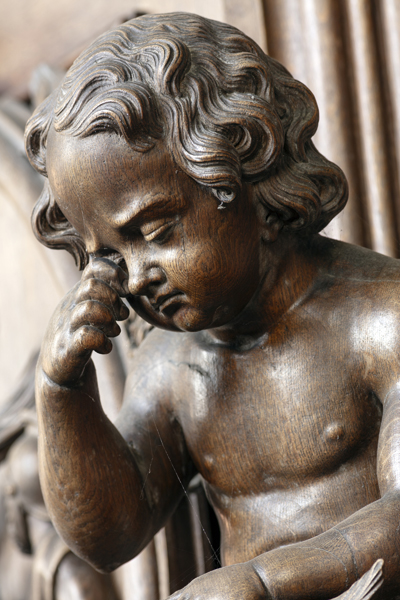
Preekstoel (detail)

## Exterme links
- Inventaris Onroerend Erfgoed